# Съезжинский переулок (Санкт-Петербург)
Съе́зжинский переулок — переулок в Петроградском районе Санкт-Петербурга. Проходит от Малого проспекта Петроградской стороны до Офицерского переулка.

## История
В 1788—1887 годы переулок входил в состав Офицерской линии (сейчас Офицерский переулок). В 1849 году на участке от Большой Пушкарской улицы до Малого проспекта появляются два наименования: 1-й Съезженский переулок и 2-й Съезженский переулок. Впоследствии оба участка проходят под одним названием Съезженский переулок, а с 1850-х годов в современной форме Съезжинский переулок.
Участок от Большой Пушкарской улицы до Большого проспекта закрыт в 1860 году. Участок от Большого проспекта до Малого проспекта закрыт после 1929 года.

## Достопримечательности
- Сквер Красного Курсанта